# 태즈메이니아 야생 지대 세계 유산 지역
태즈메이니아 야생 지대 세계 유산 지역(약칭 TWWHA)은 호주 태즈매니아 주에 위치한 세계 유산 지역이다. 호주에서 가장 큰 보존 지역 중 하나로, 태즈메이니아의 25%에 달하는 15,800 제곱킬로미터 (6,100 mi2)에 이른다. 세계에서 마지막으로 남은 광활한 온대 야생지 중 하나이기도 하며 태즈메이니아의 사우스웨스트 야생 지대(South West Wilderness)를 포함한다.
TWWHA의 주요 산업은 관광임에도 불구하고 개발이 부족한데, 이는 개발과 자연 보존의 개념이 공존하기 때문이기도 하다. 이곳에는 주변부의 작은 구역들을 제외하고 영구 거주지가 없다. TWWHA는 하이킹, 급류 래프팅, 등산 등의 활동으로 유명하다.
태즈메이니아 야생 지대는 세계 문화 유산에 대한 10가지 분류 기준 중 7가지를 충족한다. 이는 중국의 태산과 더불어 지구상에서 가장 높은 세계 문화 유산 등급에 해당한다.
TWWHA는 1982년 프랭클린 댐(Franklin Dam) 논쟁 중 호주 연방 정부와 태즈메이니아 정부 간의 공동 협정에 따라 세계 문화 유산에 처음 등재되었고, 1989년 유칼립투스 숲을 벌목으로부터 보호한다는 헬샴 조사(Helsham Inquiry) 이후 확장되었다. 1990년대에는 TWWHA에 대한 계획 및 관리 수준이 미비했기 때문에 1992년에 관리 계획을 수립하여 공포하였고, 이는 1999년에 새로운 관리 계획으로 대체되었다. 2014년, 애보트 정부는 보호 구역 내의 나무 벌목을 허용하기 위해 태즈메이니아 야생 지대를 세계 문화 유산에서 해제할 것을 제안했지만 이 요청은 같은 해에 세계유산위원회에 의해 거부되었다. 유네스코 보고서에서 이에 대해 반대 의사를 표하자 태즈메이니아 정부는2016년 태즈메이니아 야생 지대 내 벌목을 허용시키려는 시도를 철회했다.

## 배경
태즈메이니아는 호주의 주 중 하나로, 호주 본토 바로 남쪽에 있는 남양에 위치한 섬이다. 호주 본토 대부분의 지역 기후와는 상당히 다른 온대성 해양 기후를 가지고 있다.:7 호주에는 13개의 세계 유산 지역이 있으며, 그 중 첫 번째 지역이 1981년에 등재되었다.:192 가장 잘 알려진 세계 유산 지역에는 카카두(Kakadu), 울루루(Uluru; 이전 명칭 에어즈록(Ayers Rock))과 그레이트 배리어 리프(Great Barrier Reef)이다. 태즈메니이니아 야생 지역은 아마도 나머지 호주 세계 유산 지역 중 가장 잘 알려져 있을 것이다.
태즈메이니아는 북쪽에서 남쪽으로 약 296 킬로미터(200 마일), 동쪽에서 서쪽으로 약 315킬로미터에 달하며:6, 호주 본토에서 남쪽으로 약 300킬로미터 떨어져 있다. 태즈메이니아 주의 약 30%가 보존 토지 소유권 범주에 따라 보존되고 있으며, 태즈메이니아 야생 지대는 태즈메이니아 주의 약 20%를 차지한다. 태즈메이니아 야생 지대는 태즈메이니아에서 가장 큰 네 개의 국립공원 중 하나이며, 다양한 보호 구역 내의 작은 지역들을 포괄한다. 680만 헥타르인 태즈메이니아의 토지 중 340만 헥타르는 숲이며, 그 중 70%는 공유지, 40%는 경제림, 30%는 보호 공유지이다.:38 태즈메이니아의 인구는 50만 명이 채 안 된다. 호주의 주 중에서 경제가 가장 취약하며, 관광업은 몇 안 되는 경제 성장 분야 중 하나로 여겨진다. 태즈메이니아의 관광 마케팅은 태즈메이니아 주의 자연적 가치, 특히 태즈메이니아 야생 지대의 가치를 기반으로 한 생태 관광을 홍보한다. 대부분의 관광 시설이 태즈메이니아 야생 지대 밖에 있고 이 지역 주변부에 잘 발달된 몇몇 장소에서만 관광이 이루어지지만, 이러한 관광 마케팅은 태즈메이니아 야생 지대에 상당한 환경적 압박을 가한다.

## 지리
태즈메이니아 야생 지대는 태즈메이니아 남부와 서부의 대부분에 걸친 광활하고 습한 온대 야생 지대이다. 남북으로 약 200km, 동서로 평균 70km(120 x 40 마일)에 달하며, 2013년 확장 이전에는 규모가 138만 헥타르(342만 에이커)였다.:229 1989년 및 2013년 확장 이후, 태즈메이니아 야생 지대의 면적은 태즈메이니아의 25%인 15,800 제곱킬로미터로 확장되었다. 비록 가장 높은 지점은 해발 1,500미터(5,000피트)에 불과하고 적설이 일년 내내 지속되지는 않지만, 이 지역의 대부분은 매우 험준하고 최근 호주에서 유일하게 빙하가 형성된 광활한 지역을 포함한다. 마지막 빙하작용은 10,000~12,000년 전에 일어났었다. 태즈메이니아 야생 지대는 세계에서 마지막으로 확장된 온대 야생 지대 중 하나로 사우스웨스트 야생지대를 포함한다.